# Spoorlijn Karlberg / Tomtebod - Värtan
De spoorlijn Karlberg / Tomtebod - Värtan ook wel Värtabanan genoemd is een Zweedse spoorlijn in de stad Stockholm die tussen het station station Stockholm C vanaf het station Karlberg en vanaf het station Tomteboda naar het station Värtan in het stadsdeel Norrmalm loopt.

## Geschiedenis
Het traject tussen Karlberg en Värtan alsmede de zijlijn tussen Tomteboda en Norrtull werden op 15 mei 1882 door de Statens Järnvägar (SJ) geopend.
Bij Albano werd een viaduct over het traject van de Roslagsbanan aangelegd.
In 1886 werd de zijlijn tussen Stockholm Norra en Albano geopend.
Door deze spooraansluiting werd goederen overlag op de Roslagsbanan bij het station Stockholms Östra mogelijk.
Tot 15 april 1913 reden er lokale personentreinen tussen Stockholm Centraal en Värtan. Tot 1918 reden er personentreinen ten behoeve van de militairen. Na 1918 werd het traject uitsluitend gebruikt voor het goederenvervoer naar de havens.
In het midden van de jaren 1980 was er tijdelijk passagiersvervoer tussen Norrland en de die afkomstig waren uit Värtan. Dit vervoer duurde slechts een jaar.
Tot in de jaren 1990 was er in Stockholms östra een aansluiting voor goederen overslag op het traject van de Roslagsbanan.
Het havengebied heeft een uitgebreid spoorwegnet met aansluitingen een olie industrie te Frihamnen en een container terminal te Loudden.
Dagelijks komen er veel goederentreinen met de veerboot uit Finland aan. Deze treinen gaan rechtstreeks vanuit Värtan naar andere delen van het land zoals naar Göteborg.
Zelden zijn er gecharterd passagierstreinen naar de Finland veerboten.

### Geschiedenis Ostkustbanan
Het traject van de Värtabanan sluit in Karlberg en in Tomteboda aan op het traject van de Ostkustbanan loopt tussen Sundsval C en Stockholm C. 

## Stations
Het traject werd tot 1913 bediend door lokale personentreinen tussen Stockholm Centraal en Värtan met de volgende stations:
- Stockholm C
- Karlberg
- Stockholm Norra vroeger: Norrtull Het gebied rond dit station werd in 2004 omgebouwd tot een winkelcentrum met discount winkels.
- Stallmästargården (station) van 21 juli 1882 tot 15 november 1893. De taverne Stallmästaregården uit de 1600 aan weg naar Uppsala lag vrij dicht bij de halte Stallmästargården. De herberg had tot 1910 een eigen halte.
- Albano van 15 mei 1882 tot 30 september 1913 daarna uitsluitend goederenvervoer overslag met de Roslagsbanan tot 1969.
- Ugglevikskällan van 21 juli 1882 tot voorjaar 1903
- Skuggan van 15 april 1884 tot 30 september 1913] Bar ook wel Kattrumpedalen
- Värtan van 15 mei 1882 tot 30 september 1913. Het station is nu in gebruik als kantoor.

## Aansluitingen
In de volgende plaatsen was of is er een aansluiting van de volgende spoorwegmaatschappijen:

### Tomteboda
- Mälarbanan, spoorlijn tussen Stockholm C en Örebro
- Ostkustbanan, spoorlijn tussen Stockholm C en Sundsval C
- Citybanan, toekomstige spoortunnel tussen Tomteboda en Stockholm Södra

### Karlberg
- Mälarbanan, spoorlijn tussen Stockholm C en Örebro
- Ostkustbanan, spoorlijn tussen Stockholm C en Sundsval C

### Värtan
- Viking Line, veerboot met rails tussen Stockholm en Turku (Finland) alleen bestemd voor goederenwagens met wisselbare spoorbreedte.

## ATC
In 2003 werd het traject voorzien van het zogenaamde Automatische Tågkontroll (ATC).

## Elektrische tractie
In 1905 was een deel van het traject tijdelijk als onderdeel van de pilot voor de eerste elektrificatie van het spoorwegnet in Zweden.
Het traject werd in 1940 geëlektrificeerd met een spanning van 15.000 volt 16 2/3 Hz wisselstroom.

## Bron
- Historiskt om Svenska Järnvägar
- Jarnvag.net